# Rówki
Rówki (kaszb. Rówczi) – kolonia w Polsce w województwie pomorskim, w powiecie chojnickim, w gminie Czersk. 
Kolonia  borowiacka, wchodzi w skład sołectwa Mokre.
W latach 1975–1998 miejscowość administracyjnie należała do województwa bydgoskiego.